# Franc Schaubach
Franc Schaubach,(šáubah), slovenski pravnik in politik, * 3. december 1881, Drašče (Draschitz), Avstrija, † 6. avgust 1954, Črnomelj.
Po gimnaziji v Beljaku je študiral pravo na Dunaju, kjer je bil predsednik akademskega društva Danica. Promoviral je 1908. Sodniški izpit je opravil 1910, vendar zaradi narodnoobrambnega delovanja ni našel zaposlitve na Koroškem. Leta 1910 je bil nato postavljen za sodnika v Črnomelj. 
Po prevratu 1918 je bil izvoljen za podpredsednika Narodnega sveta v Črnomlju in bil izbran za poslanca v Začasnem narodnem predstavništvu. V plebiscitnem času je deloval kot pravni referent v Borovljah in se kot govornik udeleževal zborovanj po Koroškem. Ko mu je 1920 poslanski mandat potekel, se je zaposlil na okrožnem sodišču v Mariboru, kjer je bil imenovan za sodnega svétnika. Pripadal je SLS toda strankarsko ni izstopal. V letih 1927–1929 je bil veliki župan mariborske oblasti, nato do 1931 okrožni inšpektor v Mariboru, marca 1932 pa je v Mariboru odprl odvetniško pisarno. Leta 1932 je bil tudi izvoljen v načelstvo ljubljanske Zadružne zveze. V letih 1927–1928 je sodeloval pri sestavi viničarskega reda za mariborsko oblast. 14. avgusta 1935 je bil med prvaki nekdanje SLS, ki so podpisali prijavo za pristop k JRZ. Bil je predsednik Slovenske straže in član pokrajinskega odbora SLS na Štajerskem. Imenovan je bil za banskega svétnika in v letih 1938–1941 trikrat izvoljen za senatorja. Kot senator se je zavzemal za sanacijo slovenskega zadružništava. Opravljal je funkcije pri raznih gospodarskih in zadružnih podjetjih. Bil je v upravnem odboru Zadružne gospodarske banke in v nadzornem svetu Banovinske hranilnice v Mariboru. 
Aprila 1941 se je pred nemško okupacijo umaknil v Črnomelj.